# Jesusland

Mapa, na které je Jesusland vyznačen červeně (tradiční barva republikánů)

Jesusland je hypotetický stát, jehož vytvoření bylo napůl žertem navrženo po volbách prezidenta USA v roce 2004. George W. Bush tehdy vyhrál na souvislém území zahrnujícím jižní a středozápadní státy. Na internetovém diskusním fóru yakyak.org označil uživatel Kemper_Boyd tuto část USA výrazem Jesusland a vyslovil myšlenku jejího odtržení od zbytku země. Jde o převážně venkovské oblasti, kde převládá konzervatismus a křesťanský fundamentalismus. Nová Anglie a pacifické pobřeží by se po vytvoření Jesuslandu mohly spojit s Kanadou, kde existují smířlivější názory na problémy jako potraty nebo práva homosexuálů a stát hraje větší roli v ekonomice.

## Jesusland v populární kultuře
- Skupina NOFX nahrála píseň Leaving Jesusland.
- Spisovatelka Julia Scheeresová v knize Jesus Land popisuje netolerantní a nevzdělané obyvatele Biblického pásu.